# Ulica Nowiniarska w Warszawie
Ulica Nowiniarska w Warszawie – jedna z ulic Nowego Miasta w Warszawie.

## Historia
Pierwotnie ulica była ślepym zaułkiem ul.Świętojerskiej powstałym przed rokiem 1795; dalszy odcinek, dzisiaj początkowy, biegnący od Franciszkańskiej przeprowadzono dopiero przed rokiem 1819. Nazwa ulicy pochodzi od nowiniarzy, tj. osób zbierających i rozgłaszających nowiny, oraz mieszczących się tutaj redakcji gazet.
Pierwszym budynkiem przy ulicy, zwanej początkowo Nowo-Winiarską, była kamienica kupca Nuchima Brünera wzniesiona pod nr. 15 u zbiegu z ul. Franciszkańską, według projektu Karola Henryka Galle.
Około roku 1825 poszerzono wylot ulicy Nowiniarskiej na Franciszkańską, tworząc niewielki, trójkątny plac. Po tym czasie przy ulicy powstawały w szybkim tempie nowe obiekty, co było spowodowane bliskością dzielnicy żydowskiej, zlokalizowanej w okolicy ulicy Nalewki.
Dwa lata później, w roku 1827, pod nr. 13 powstała druga kamienica Nuchima Brünera, będąca jedną z największych kamienic warszawskich tamtych czasów. Jej fasada liczyła aż 21 osi, zaś jej wystrój był ciekawy i stosunkowo starannie opracowany.
Przed rokiem 1829 właścicielka posesji 10/16, Adelajda Lesznowska wystawiła szereg piętrowych, niezwykle długich budynków, ciągnący się od Świętojerskiej prawie po Franciszkańską; owe utylitarne obiekty mieściły na parterach sklepy, na piętrach – mieszkania. Około roku 1835 część tych budynków zastąpiono nową kamienicą, wzniesioną dla Anatola i Franciszka Nakwaskich.
Zabudowa ulicy tamtego okresu charakteryzowała się silnym wydłużeniem elewacji oraz późnoklasycystycznym opracowaniem fasad.
W roku 1849 powstały następne pawilony handlowe, zastąpione potem kamienica Arona Walfisza, jednak ożywienie budowlane przy ulicy zapanowało dopiero w latach 80/90 XIX wieku; na miejscu starych kamienic powstawały nowe.
W roku 1884 Nowiniarską przedłużono aż do ulicy Długiej, rozbierając przy tym kilka obiektów przy placu Krasińskich; w roku 1896 wystawiono pod nr. 1/5 olbrzymią kamienicę Doby Nowińskiej, której autorem był architekt Edward Goldberg. Budynek miał niespotykany w tamtych czasach kształt wolno stojącego, wydłużonego bloku, stojącego frontem do pl. Krasińskich, zaś tyłem – do Nowiniarskiej. Fasada liczyła aż 34 osie i była pokryta bardzo bogatą ornamentyką neobarokową.
Od lat 20. XIX aż do roku 1939 Nowiniarska była ulicą handlową; działało przy niej bardzo wiele firm i sklepów.
Na przełomie XIX i XX wieku na obydwu końcach ulicy urządzono otoczone żeliwnymi barierkami skwery, zaś po roku 1908 ulicą kursowała pierwsza w Warszawie linia tramwaju elektrycznego, jeżdżąca z placu Krasińskich na nieistniejący dziś plac Muranowski. Wzdłuż ulicy zamontowano wtedy oświetlenie elektryczne oraz wybrukowano ją granitową kostką.
W roku 1939 całkowicie spłonęła kamienica Doby Nowińskiej; jej ruiny rozebrano do roku 1941.
Od listopada 1940 do grudnia 1941 odcinek Nowiniarskiej pomiędzy Świętojerską a Franciszkańską znajdował się w obrębie warszawskiego getta.
Na pozyskanym po rozbiórce kamienicy Nowińskiej placu ustawiono w 1943 karuzelę i huśtawki. Motyw karuzeli i zabawy towarzyszącej śmierci Żydów tuż za murem często bywał poruszany w literaturze powojennej:
- U Czesława Miłosza – w wierszu Campo di Fiori
- U Kazimierza Moczarskiego – w powieści Rozmowy z katem
- U Tadeusza Borowskiego – w zbiorze opowiadań Pożegnanie z Marią

Pozostała zabudowa ulicy została zniszczona w roku 1944; po wojnie wyburzono wszystkie domy, nawet te nadające się do odbudowy. Po rozebraniu zabudowy w okolicy pl. Krasińskich odcinek Nowiniarskiej zupełnie zanikł, zaś wybudowane obiekty w niczym nie nawiązują do zabudowy przedwojennej. Po wybudowaniu w latach 90. gmachu sądów na placu Krasińskich na jego zapleczu wytyczono uliczkę odtwarzającą dawny przebieg ulicy, lecz nie przyłączono jej do Nowiniarskiej.